# Manari
Manari é um município brasileiro do estado de Pernambuco. No início dos anos 2000, foi considerado o município mais pobre do Brasil. Ainda é um dos poucos do país a apresentar um baixo Índice de Desenvolvimento Humano.

## História
A história da povoação de Manari se dá com a chegada de dois fazendeiros, Antonio Pereira e Manoel Pereira, de origem Portuguesa, que aportaram na região, após a compra de boa parte de terra que pertenciam a família Aranha, proprietária de extensa faixa de terra no sertão de Pernambuco.
Junto com esses fazendeiros que por aqui se instalaram, vieram alguns escravos, para ajudar na lida e no preparo da terra; dentre estes, nota-se uma cativa de origem indígena, chamada de Mariana.
Certa vez, Mariana e seus dois filhos foram apanhar umbu, lenha e água na lagoa e, defrontaram-se com porcos selvagens, muito abundante na região e eram conhecidos como "queixadas", e segundo contam os mais velhos, eles foram atacados e devorados.
Após o ocorrido do fato, o lugar antes sem denominação, passou a chamar-se de Mariana, em homenagem a escrava. Com o passar dos tempos, foram se estabelecendo famílias de outros lugares, e com isso as raças foram se misturando, sobrevivendo da agricultura, como: o milho, o feijão e o algodão, produto com grande aceitação no mercado da época.
Como parte de um fenômeno que era comum à época, a migração de famílias como: Rocha, Queiroz, Anjos, Monteiro, Pires e os Maltas, instalaram-se na região e doaram partes de suas terras para fixação de outras famílias que advinham de localidades distintas e também para a construção da Capela de Nossa Senhora da Conceição na pequena Vila.
O distrito de Mariana foi criado pela lei municipal nº 2, de 10 de Janeiro de 1929, subordinado ao município de Moxotó. Seu nome foi convertido para Manari pelo decreto-lei estadual nº 952, de 31 de Dezembro de 1943, segundo costume da época de nomear as localidades brasileiras com nomes indígenas. O topônimo Manari, do tupi amana-r-i, significa "riacho, água da chuva", em alusão a um curso de rio que corria nas suas proximidades.
O distrito foi elevado à categoria de município 12 de julho de 1995, segundo os preceitos da Lei estadual complementar nº 15, de 1990, que estabeleceu condições para a emancipação de distritos.

## Geografia
Localiza-se a uma latitude 08º57'50" sul e a uma longitude 37º37'42" oeste, estando a uma altitude de 570 metros acima do nível do mar. Sua população em 2000, segundo o Censo Demográfico realizado pelo IBGE, era de 13.028 habitantes. As principais atividades econômicas são agricultura, pecuária e comércio. Possui uma área de 407 km².

### Indicadores sociais
Não é mais considerado o município brasileiro com o menor Índice de Desenvolvimento Humano (IDH), tendo ganho 12 posições desde o censo de 2000. O IDH de Manari é de 0,487, sendo classificado como "muito baixo" pela ONU.